# Nullzinsangebot
Das Nullzinsangebot bezeichnet meistens im Handel Käufe von Konsumgütern mit Ratenkrediten, bei denen keine Zinsen berechnet werden. Diese Angebote bietet der Handel an, wenn der Zweck eines größeren Absatzes von Waren erreicht werden soll. Dabei ist zu berücksichtigen, dass die entfallenden Zahlungen von Zinsen durch andere Kosten kompensiert werden können.

## Nullzinsangebote bei Konsumgütern
Solche Angebote sind bei Möbelhändlern, Autohäusern, Baumärkten und Elektro- und Elektronikgroßmärkten zu finden. Diese Angebote sind meistens zeitlich und mengenmäßig beschränkt. Auch werden solche Angebote oft auf bestimmte Typen von Geräten und Einrichtungen reduziert.

## Versteckte Kosten und nachteilige Bedingungen
Oft ist mit dem Nullzinsangebot der Abschluss einer Restschuldversicherung verbunden, um eventuelle Risiken seitens des Käufers abzusichern. Um die Abzahlung der Ratenzahlungen abzuwickeln, ist mit diesem Angebot auch öfters eine Eröffnung eines Kontos erforderlich, wofür einmalige und/oder laufende Gebühren anfallen.
Während bei der Einrichtung eines Kaufs auf Kredit eine Bearbeitungsgebühr wegfallen kann, ist das Nullzinsangebot nicht grundsätzlich von einer Bearbeitungsgebühr befreit. Der Anbieter wird auch seinen Kredit in der Form absichern, dass er eine Anfrage über die finanzielle Lage des Käufers an eine Auskunftseinrichtung richtet. Diese Anfrage aber kann bei dem in der Praxis häufig eintretenden Fall eines fehlerhaft gesetzten Standardmerkmals (falsch: „Kredit“; richtig: „Kreditanfrage“) zu einer Herabstufung der Kreditwürdigkeit des Käufers führen, so dass zukünftige Kredite mehr Kosten nach sich ziehen können.
Weiterhin ist in der Kostenrechnung bei einem Nullzinsangebot zu berücksichtigen, dass Rabatte auf den Kauf seltener, reduziert oder gar nicht gewährt werden. Als Alternative kann dann ein Kauf mit einem günstigen Rabatt weniger Kosten bedeuten als ein Nullzinsangebot mit versteckten Kosten. Auch kann eine Kombination aus einer Bargeldzahlung und einem Kredit auf die Restschuld kostengünstiger sein als eine Ratenzahlung bei einem Nullzinsangebot.